# Podophyllum peltatum
Podophyllum peltatum é uma planta herbácea perene da família Berberidaceae. Seus nomes comuns são mayapple, mandrágora americana, mandrágora selvagem, e limão-da-terra . É comum na maior parte do leste dos Estados Unidos e sudeste do Canadá.
Mandrágoras americanas são plantas de floresta e geralmente crescem em colônias derivadas de uma única raiz. As hastes medem entre 30 a 40 centímetros de altura, com folhas palmadas em forma de guarda-chuva, até 20 a 40 centímetros de diâmetro, com 3 a 9 lóbulos. As plantas produzem vários caules a partir de um único rizoma rastejante subterrâneo; algumas hastes carregam uma única folha e não produzem nenhuma flor ou fruta, enquanto as hastes floridas produzem um par ou mais de folhas, com 1 a 8 flores brotando a partir do ângulo formado entre as folhas apicais. As flores são brancas, amarelas ou vermelhas, com 2 a 6 centímetros de diâmetro, com 6 a 9 pétalas. Uma vez polinizadas, as flores amadurecem em uma fruta carnuda verde, amarela ou vermelha, de 2 a 5 centímetros de comprimento.
Todas as partes da planta são venenosas, incluindo o fruto verde. No entanto, assim que o fruto fica amarelo, este pode ser comido com segurança — O fruto maduro não produz tanta toxicidade.
A substância que contêm (podofilotoxina ou podofilina) é utilizada como laxante e como um citotóxico. Juntamente com o ácido salicílico, compõe o medicamento Posalfilin, utilizado no tratamento de verrugas plantares.
Mandrágoras americanas também são cultivadas como plantas ornamentais por conta de sua folhagem e flores atraentes, e são hospedeiros larvais da mariposa broca-dourada e da broca-da-maçã .
Embora um dos nome comuns seja mayapple (em inglês, maçã-de-maio), em algumas áreas é a flor que aparece no início de maio, não a "maçã". O fruto, ou "maçã", geralmente é produzida no início de junho e amadurece nas primeiras semanas de setembro.
Muitas espécies de plantas têm micorrizas para auxiliar na absorção de nutrientes quando em condições inférteis. As mandrágoras americanas são consideradas dependentes obrigatórias de tais micorrizas, embora também possam ser dependentes facultativas, de acordo com a idade do rizoma e dos níveis de nutrientes do solo. As plantas são comumente encontradas infectadas por ferrugens Allodus podophylli, aparecendo como colônias laranja hexagonais sob as folhas e como lesões amareladas na superfície superior.

## Toxicidade e uso medicinal
A fruta verde é tóxica. A fruta amarela amadurecida, no entanto, é comestível em pequenas quantidades, sendo inclusive transformada em geléia. Quando consumida em grandes quantidades, a fruta matura também pode ser venenosa. Similarmente, o rizoma, a folhagem e as raízes também são venenosos. A mandrágora americana contém podofilotoxina, que é altamente tóxica se consumida, mas pode ser usada como medicamento tópico.

### Uso tradicional da planta
A mandrágora americana é amplamente utilizada na medicina tradicional indígena norte-americana para tratar uma variedade de enfermidades, atuando como um agente emético, catártico, e anti-helmíntico . O rizoma da planta é o principal componente utilizado medicinalmente, embora as folhas e os frutos também possuam propriedades farmacológicas. 
Um de seus usos mais comuns na medicina tradicional é como laxante. Isso ocorre, uma vez que o rizoma da Podophyllum peltatum contém um alcalóide chamado podofilotoxina, o qual relaxa os músculos lisos do intestino e promove o movimento peristáltico.  Além disso, essa planta é usada como um expectorante para tratar a tosse e a bronquite, pois acredita-se que ela auxilia na remoção do muco dos pulmões, facilitando a respiração. 
Outro uso tradicional é para o tratamento da hipertensão, da diabetes e do colesterol alto. Tendo utilidade, também, no combate à febre, à dor de cabeça, ao alívio da dor muscular e à inflamação. Acredita-se, inclusive, que a Podophyllum peltatum possui propriedades antimicrobianas e é usada para tratar infecções de pele e outras condições dermatológicas, como o eczema. 
Por fim, é importante lembrar que, embora a Podophyllum peltatum seja amplamente utilizada na medicina tradicional, é também uma planta tóxica e deve ser manipulada com cuidado. Isso pode ser afirmado, pois o seu rizoma é altamente tóxico quando consumido em doses elevadas, podendo causar sintomas graves, como náuseas, vômitos, diarreia e dores de cabeça. A planta também pode ser tóxica para a pele e deve ser evitada durante a gravidez e a amamentação.

### Uso industrial da planta
A podofilotoxina, substância abundante na espécie Podophyllum peltatum, desde o início do seu uso clínico, mostrou-se efetiva contra verrugas - causadas por papilomas venéreos - e também era empregada em tratamentos dermatológicos, além de possuir atividade antiviral. Desde a descoberta de suas propriedades anticancerígenas, existe uma demanda comercial elevada por esta substância, principalmente para obtenção de vários derivados farmacologicamente ativos e usos clínicos que utilizam a podofilotoxina. Para suprir a demanda crescente dessa substância, vários processos de extração, purificação e síntese têm sido desenvolvidos.

#### Biossíntese da podofilotoxina
A via de biossíntese da podofilotoxina só veio a ser completamente elucidada em 2015. A síntese desse composto começa na via dos fenilpropanóides que, a partir da fenilalanina, produz o álcool coniferílico, em um total de nove reações. A partir do coniferol, pelo menos outras 33 reações ocorrem e outros nove intermediários são produzidos antes da síntese da podofilotoxina ocorrer.  

#### Extração da podofilotoxina
Até meados do século XX, o único processo conhecido de extração da podofilotoxina a partir do rizoma da Podophyllum peltatum consistia de um procedimento dispendioso, que envolvia a extração com solventes orgânicos, seguida de numerosas etapas de purificação, incluindo separação por cromatografia. Nessa técnica, inicialmente, o extrato alcoólico preparado a partir do rizoma fresco de Podophyllum peltatum era tratado com solventes orgânicos, de forma a remover todo conteúdo biologicamente inerte da substância. Os compostos mais comumente utilizados eram o clorofórmio e o benzeno, sendo observados resultados com maiores graus de pureza a partir do uso deste último. Em seguida, a solução era submetida à cromatografia com alumina até que obtivesse-se uma solução satisfatoriamente pura.  
Ao longo do tempo, outros processos foram desenvolvidos e patenteados. Um dos exemplos mais proeminentes é a separação por cristalização, desenvolvida por Ole Buchardt, em 1985. Nela, a resina da planta era solubilizada em solventes orgânicos de forma que a podofilotoxina formasse complexos com solventes aromáticos e pudesse ser separada através do processo de cristalização. Embora a extração por esse método seja simples e não demande a utilização de equipamentos muito sofisticados, o uso de compostos aromáticos, muito possivelmente neoplásicos, para a extração de uma substância antineoplásica se apresenta como uma contradição e uma desvantagem desse procedimento. Modificações dessa metodologia, como o uso de solventes clorados no lugar de solventes aromáticos e a dissolução da resina em solventes orgânicos não-tóxicos mais voláteis, foram propostas, resultando em variados graus de pureza. 
Atualmente, na indústria farmacêutica, são utilizados outros processos de extração mais recentes mas que, por estarem protegidos por patentes, ainda não estão disponíveis ao público na íntegra. Algumas dessas metodologias são extremamente eficientes, consistindo de processos ultra simplificados de apenas etapas únicas, fornecendo extratos de podofilotoxina bruta, com pureza superior a 99%. 

#### Uso na síntese de outros fármacos
Um dos usos da podofilotoxina é na síntese de dois medicamentos antineoplásicos, conhecidos como etoposido e teniposido. Ambos os medicamentos são derivados da podofilotoxina e são utilizados no tratamento de câncer de pulmão, leucemia, linfoma e outros tipos de câncer. Devido à sua importância clínica, o etoposido consta na Lista de Medicamentos Essenciais da Organização Mundial de Saúde. 
O mecanismo de ação desses fármacos consiste na inibição da Topoisomerase II, enzima a qual é responsável por reduzir a tensão e a torção do DNA e permitir a sua leitura e síntese por outras enzimas. Dessa forma, esses compostos são capazes de bloquear as fases S e G2 da intérfase de células tumorais, malogrando a divisão celular e induzindo a apoptose dessas células. 
Como todos os medicamentos antineoplásicos, eles também podem causar efeitos colaterais graves, incluindo náuseas, vômitos, diarreia, perda de cabelo e supressão da medula óssea. Por essa razão, é importante que os pacientes estejam sob cuidados médicos durante o tratamento com esses medicamentos.

##### Semi-síntese e química do etoposido e do teniposido
Ambos os fármacos são muito similares, tanto em atuação e utilização, quanto em síntese: o etoposido é um acetal cíclico preparado a partir do 4-dimetil-epipodofilotoxina-β-🇩-glicopiranose e acetaldeído, enquanto o teniposido é um acetal cíclico preparado com tiofeno-2-carboxaldeído no lugar do acetaldeído. 
Estruturalmente, os compostos são quase idênticos: ambos se diferem da podofilotoxina por conta da presença da β-🇩-glicopiranose no carbono C-4 do anel C (o que confere aos compostos uma baixa toxidez em comparação à podofilotoxina), epimerização nesse mesmo carbono e substituição de um grupo metoxilo por uma hidroxila no C-4'.  No entanto, estes compostos se diferem pela substituição de um grupo metil, do etoposido, por um grupo tienil no teniposido.  

## Galeria

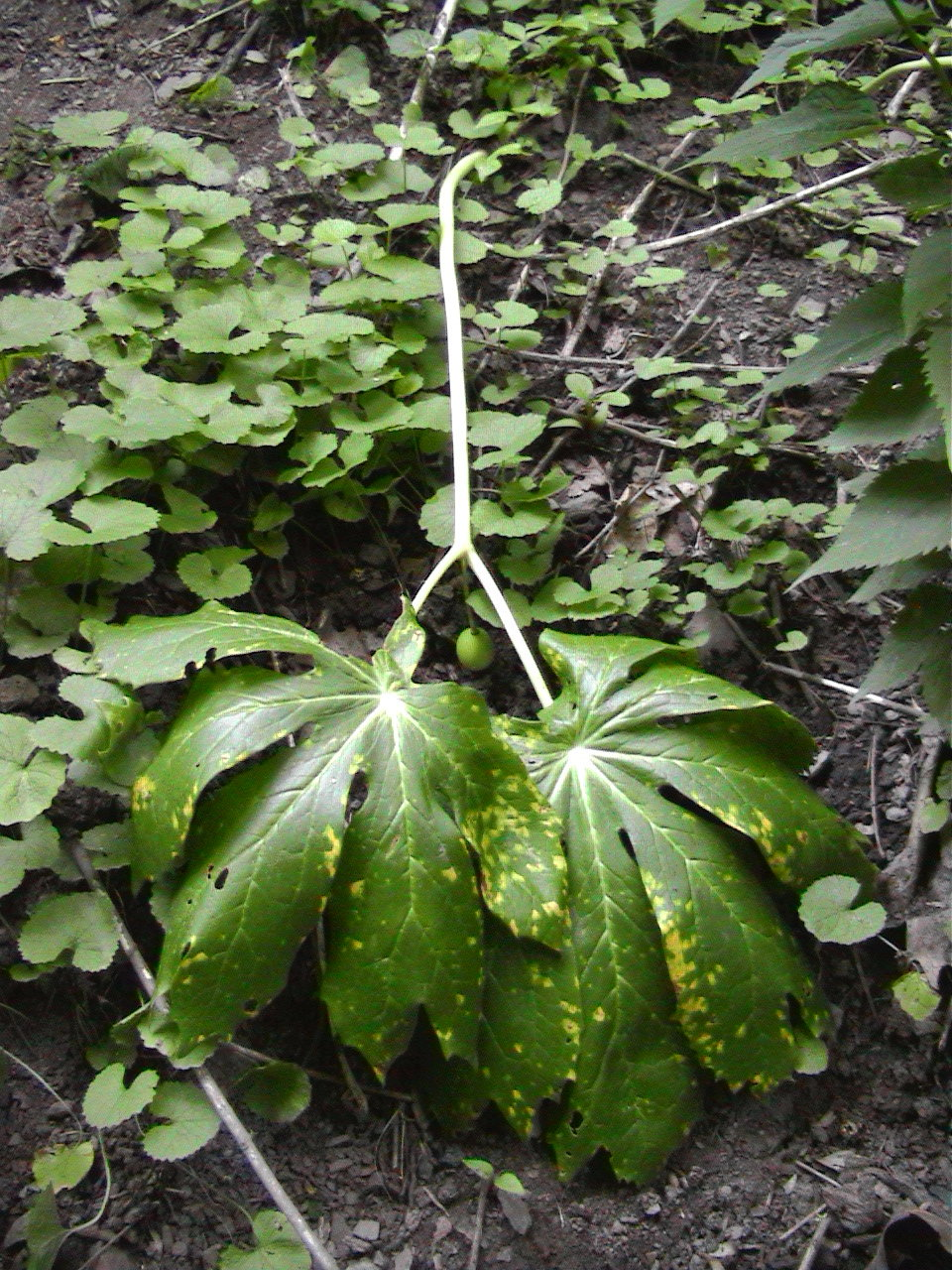
P. peltatum
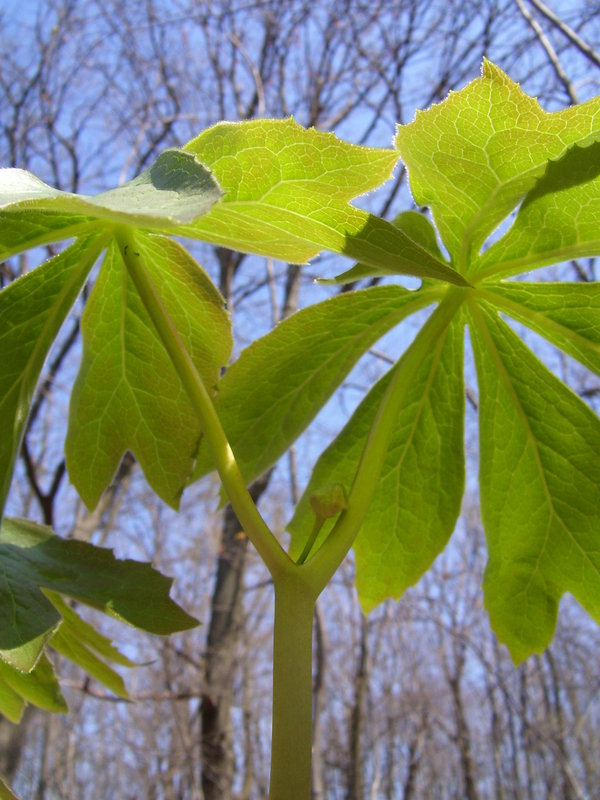
P. peltatum
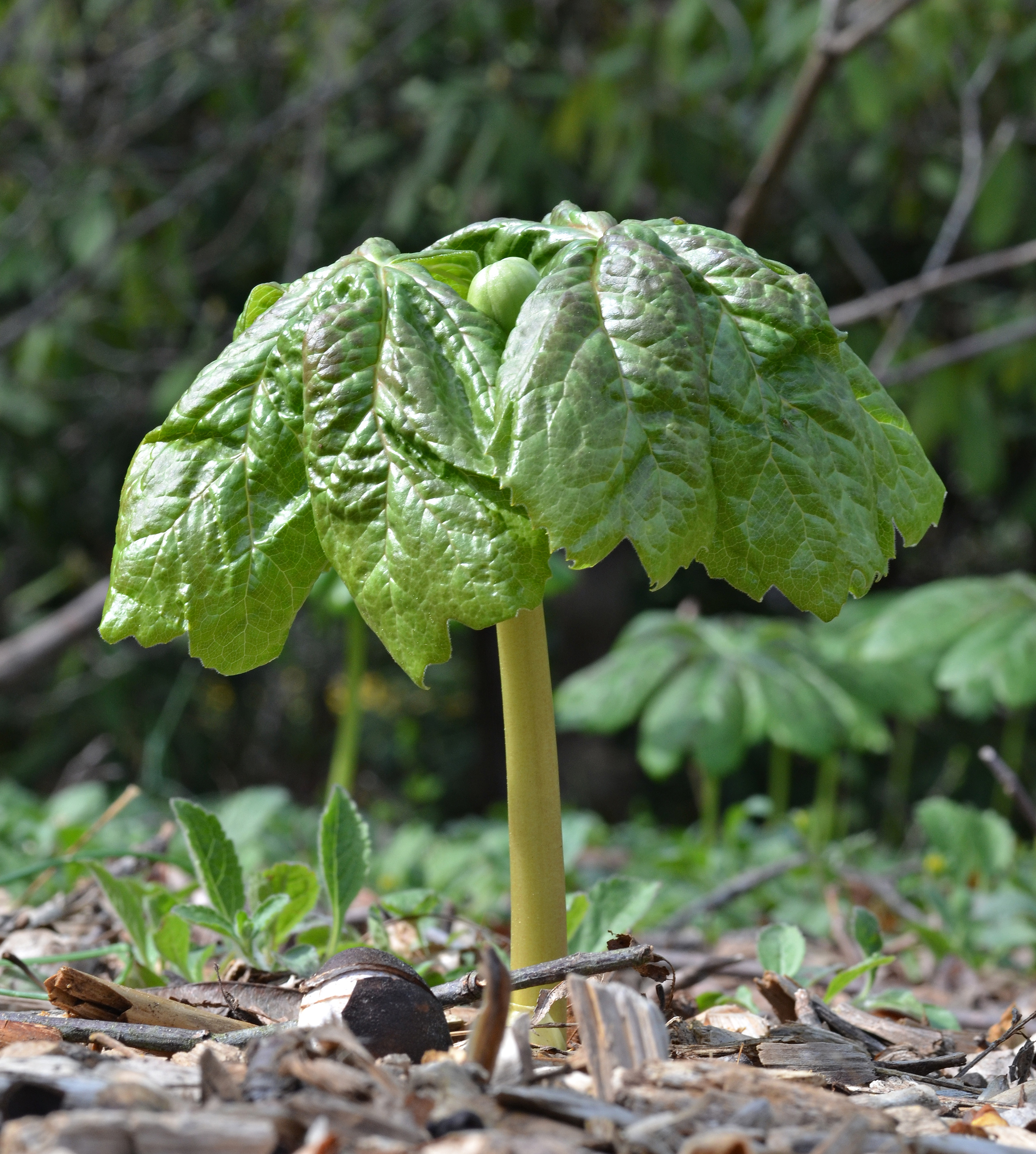
P. peltatum
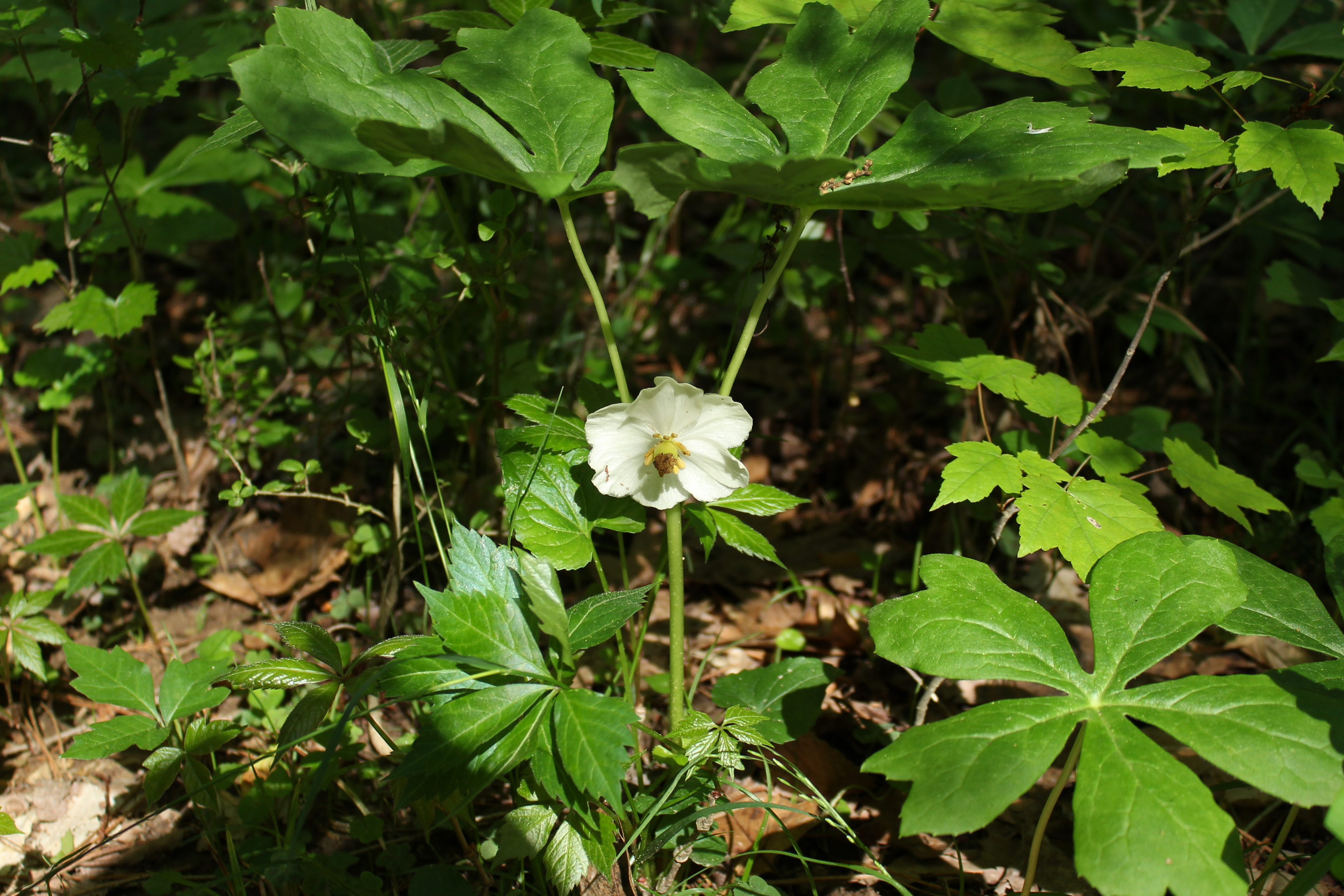
Flor de P. peltatum
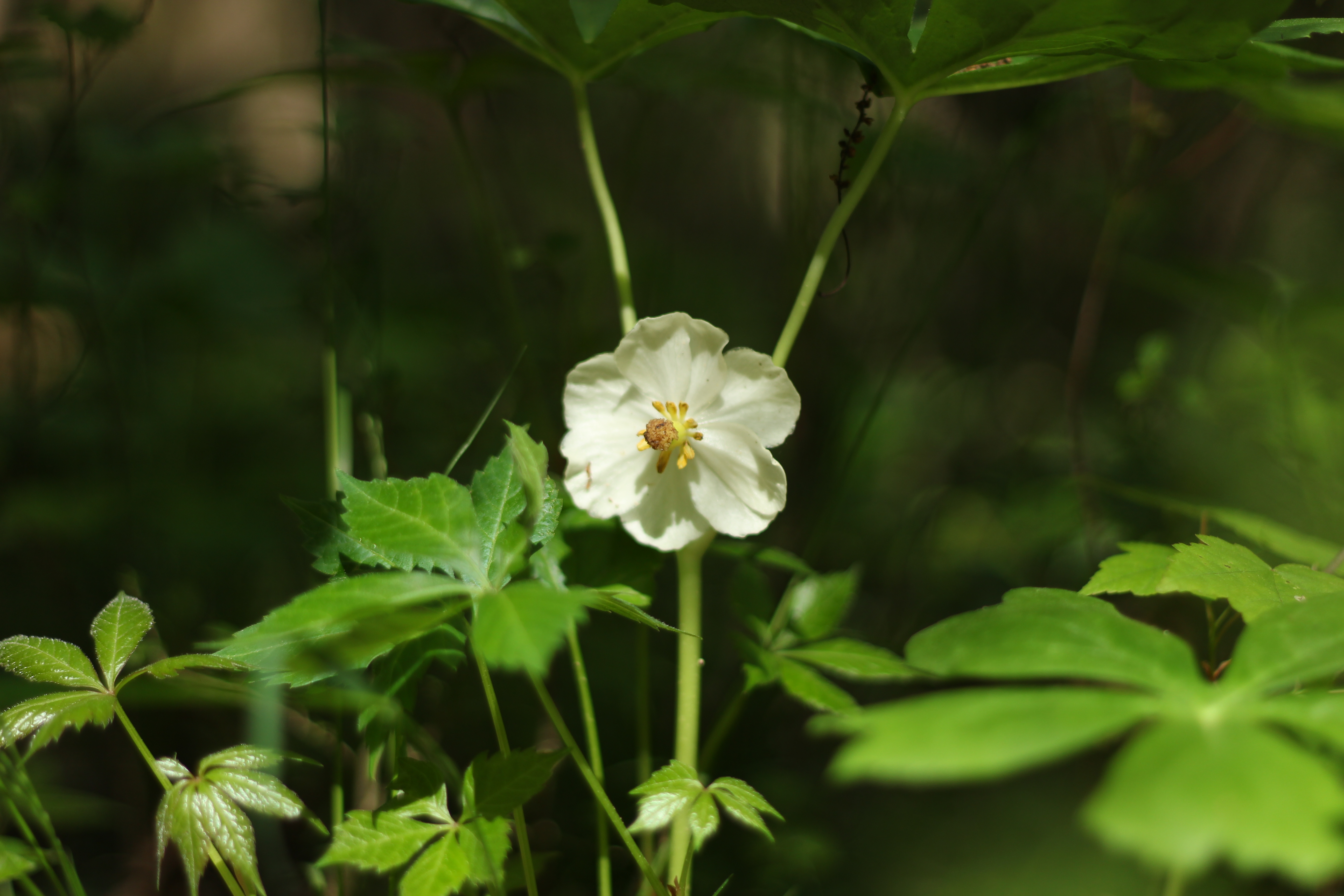
Flor de P. peltatum